# Kalitifängelset
Kalitifängelset (i svenska medier ibland även Kality) är ett fängelse i Kaliti (amhariska: ቃሊቲ, Kaliti), en stadsdel i Addis Abeba, Etiopien.
Fängelset har upprepade gånger kritiserats av MR-organisationer för tortyr, för att hålla politiska fångar, och för överbeläggning och dåliga sanitära förhållanden. Byggnaderna var ursprungligen inte avsedda för fängelseverksamhet, och delar av fängelset har byggts efter hand av intagna.

## I populärkulturen
- Kalitifängelset skildras i boken Mina åtta år i Kality av Ingela Jansson och Lena Lindehag.
- Kalitifängelset skildras i spelfilmen och boken 438 dagar av Martin Schibbye och Johan Persson.